# Nausori

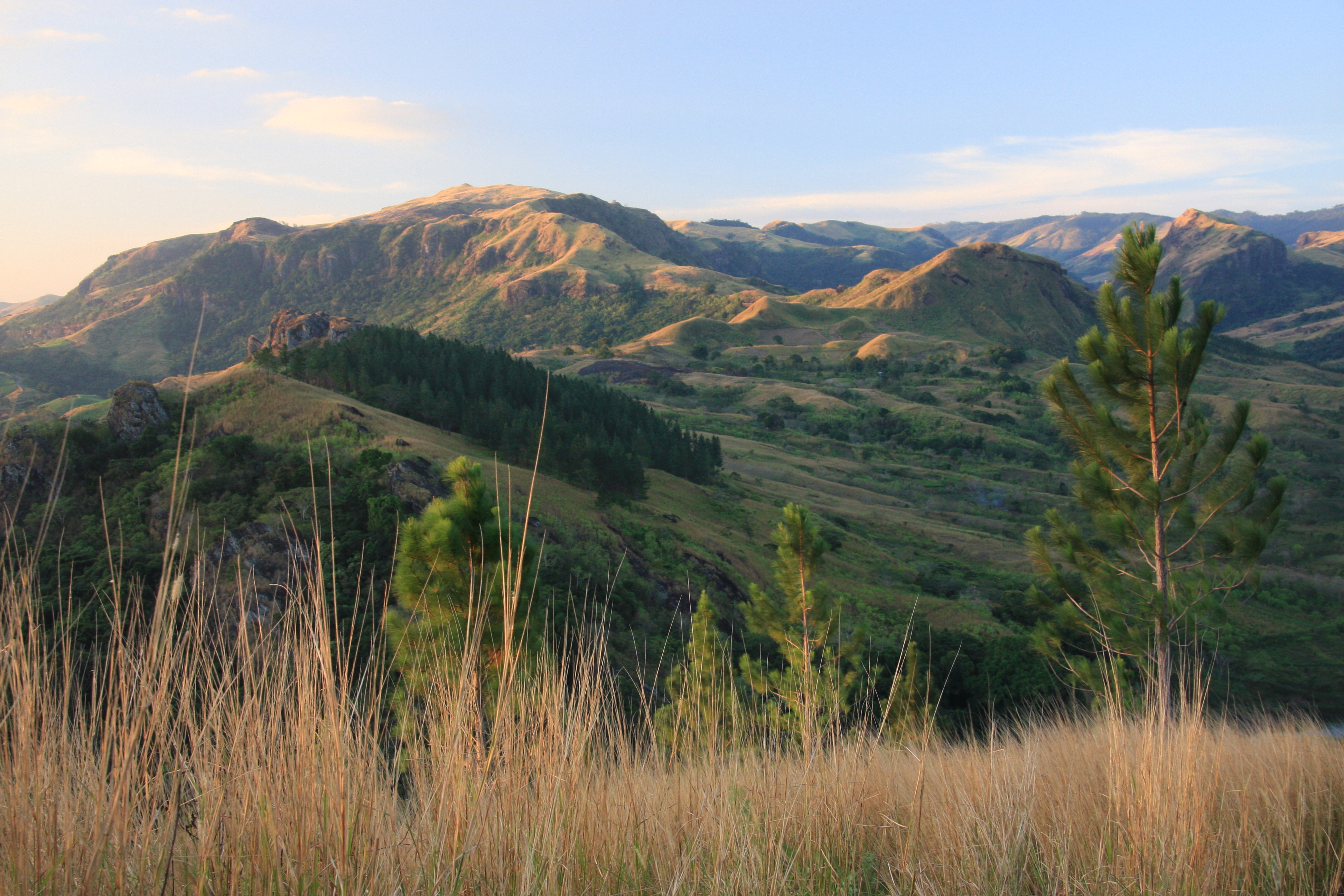

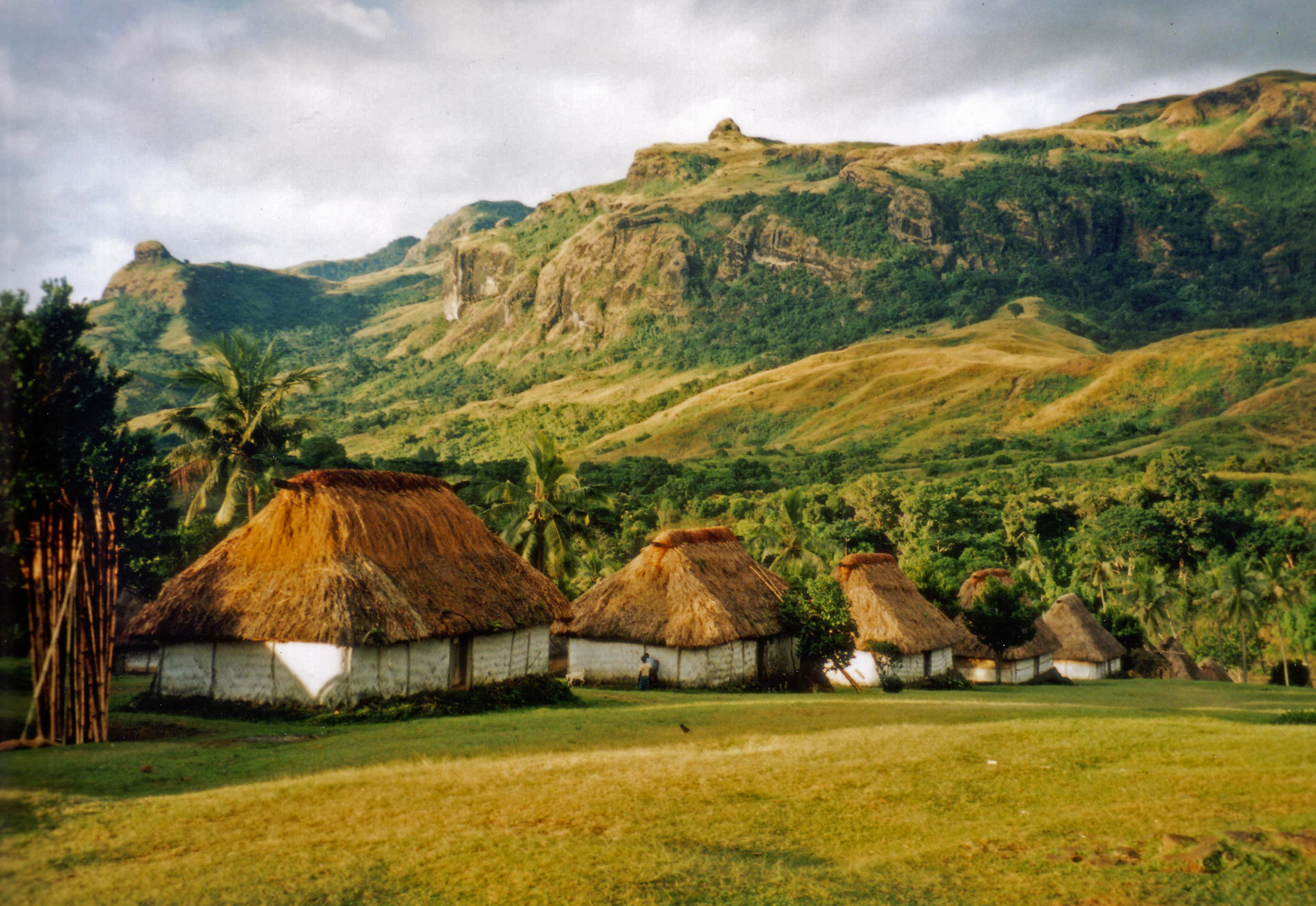

Nausori je město na Fidži, které mělo v roce 2007 47 600 obyvatel a protéká jím řeka Rewa. Dříve zde i sídlila Air Fidži. Nově vybudovaný most spojil Nausori s hlavním městem Suvou. Nausori byl povýšen na město v roce 1931 a tvoří jej dvanáctičlenná městská rada volená na tři roky.

## Historie

### Nález artefaktů a železné sekery
Fidžijská televize 20. března 2006 uvedla, že Nausori je starověká fidžijská obec, obsazená náčelníky mezi lety 1250-1560. Jeho skvěle opevněná pevnost není vidět jinde na Fidži. Archeolog Sepeti Matararaba z Fidžijského muzea vyjádřil údiv nad některými z objevů v místě, který zahrnoval železnou sekeru, se kterou bylo obchodováno s bílými za fidžijské artefakty. Město se začíná od roku 2006 otevírat turistům.

### Cukrovar
V Nausori vyrostl cukrovar (druhý na Fidži), který fungoval v letech 1881 až 1959.

## Sport
Ve městě se nachází tzv. Vodafone Ratu Cakobau Park, kde se hraje fotbal. Je to stadion známý po celé Oceánii. Je tam tráva a má kapacitu 8 000 diváků.

## Podnebí
Fidžijské tropické počasí je jedním z nejlepších na světě. Období dešťů je od listopadu do dubna a období sucha je od května do října. Cyklóny se vyskytují v Nausori hlavně při období dešťů.

## Obyvatelstvo
| Počet obyvatel Nausori |        |        |
| 1986                   | 1996   | 2007   |
| 13 982                 | 21 617 | 47 604 |

## Doprava
V posledních letech se výrazně zvýšil počet automobilů, nejdůležitější částí dopravy ale zůstává doprava autobusová.